# Kanton Carbon-Blanc
Der Kanton Carbon-Blanc war von 1801 bis 2015 ein französischer Wahlkreis im Arrondissement Bordeaux, im Département Gironde und in der Region Aquitanien. Sein Hauptort war Carbon-Blanc. Der Kanton Carbon-Blanc vereinte sechs Gemeinden und zählte 39.777 Einwohner (Stand: 2012).

## Gemeinden
| Gemeinde                  | Einwohnerzahl | Postleitzahl | Code INSEE |
| Ambarès-et-Lagrave        | 11206         | 33440        | 33003      |
| Carbon-Blanc              | 6620          | 33560        | 33096      |
| Sainte-Eulalie            | 4189          | 33560        | 33397      |
| Saint-Loubès              | 7090          | 33450        | 33433      |
| Saint-Sulpice-et-Cameyrac | 3932          | 33450        | 33483      |
| Saint-Vincent-de-Paul     | 1055          | 33440        | 33487      |